# 武力紛争の際の文化財の保護に関する法律
武力紛争の際の文化財の保護に関する法律（ぶりょくふんそうのさいのぶんかざいのほごにかんするほうりつ、平成19年4月27日法律第32号）は戦時における文化財の掠奪と破壊禁止に関する日本の法律である。
武力紛争の際の文化財の保護に関する条約およびその第1・第2議定書を適確に実施するため、被占領地域流出文化財の輸入の規制等に関する措置を講じ、もって現在および将来の世代にわたる人類の貴重な文化的資産である文化財を国際的に保護することを目的として2007年4月27日に公布され、同年同条約が批准された。1954年の条約発効から50年あまりが経過した2007年の法律制定と条約批准に先立ち、文化財の破壊・掠奪が横行したイラク戦争を経て2004年に発効した第2議定書について外務省は、「特別の保護」の制度において問題となった文化財と軍事目標との間の「十分な距離」の概念を制度適用の要件に含めない等の改善が図られているとして、議定書締結の意義を述べていた。法令番号は平成19年法律第32号、2007年（平成19年）4月27日に公布された。

特殊標章